# إسماعيل كمال
إسماعيل كمال بك (بالألبانية: Ismail Qemal Bej Vlora) (16 يناير 1844 - 26 يناير 1919) كان رجل دولة وسياسيًا ألبانيًا ومن قيادات الحركة الوطنية ومؤسس ألبانيا الحديثة، أصبح أول رئيس وزراء لها بعد قيامها في ديسمبر 1912 حتى استقالته في يناير 1914. ولدوره الهام في التاريخ الألباني عرف إسماعيل كمال بلقب «أبو الأمة».
وُلِد كمال في فلوره لعائلة ألبانيَّة نبيلة، وقد أبدى اهتمامًا مبكرًا باللُغات وأتقن التركيَّة العثمانيَّة واليونانيَّة والإيطاليَّة والفرنسيَّة في يوانينا ثم درس القانون لاحقًا في إسطنبول. سافر عبر أوروبا، وخاصة بلجيكا وفرنسا وإنجلترا وإيطاليا، وعاد إلى ألبانيا بعد ثورة تركيا الفتاة، شارك في مؤتمر المعارضة العثمانيَّة، وقد لعب دورًا رئيسيًا في الثورة الألبانية عام 1912.
وهو الكاتب الرئيسي لإعلان الاستقلال الألباني، وتم انتخابه زعيمًا للحكومة الألبانية المؤقتة من قبل مؤتمر عموم الألبان في نوفمبر 1912م، فأصبح أول رئيس للوزراء ووزيرًا للخارجية في ألبانيا. غالبًا ما يُطلق عليه Babai Kombit (نقحرة: باباي كومبيت) التي تعني «أبو الأمة».

## النشأة

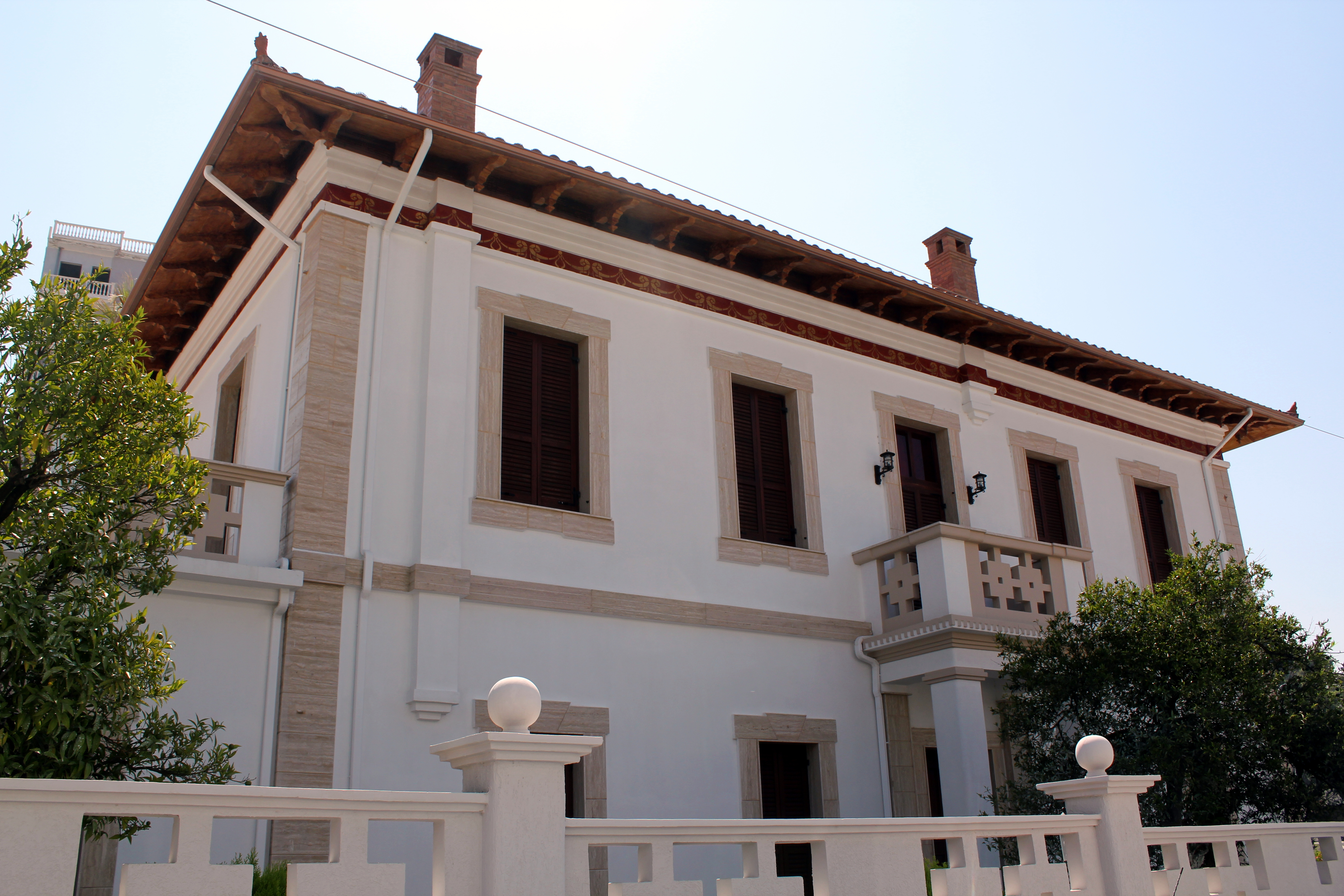
منزل كمال في فلوره.

وُلِد إسماعيل كمال في 16 كانون الثَّاني (يناير) 1844م في مدينة فلوره، التي كانت آنذاك جُزءًا من الدَّولة العُثمانيَّة. أكمل تعليمه الابتدائي في مسقط رأسه. وبُعيد ذلك التحق بِمدرسة زوسيمايا في يوانينا وتخرَّج من كُليَّة الحُقوق الُعثمانيَّة في إسطنبول. وقد تزوَّج كمالي من سيِّدة يونانيَّة تُدعى كليونيكي سورملي وأرسل ابنائه لِتلقي التَّعليم في اليونان.

## مسيرته السياسية
بدأ إسماعيل كمال مسيرته المهنيَّة كموظَّف مدنيّ في الدولة العُثمانيَّة فتولى مناصب حكوميَّة رفيعة في الأجزاء الأوروپيَّة والآسيويَّة من الإمبراطوريَّة. بُعيد انتقاله إلى إسطنبول انتمى إلى الجناح الإصلاحي بقيادة مدحت باشا ويُعدُّ الأخير كاتب الدُستور العُثمانيّ الأوَّل، وأظهر إسماعيل تعاونًا وثيقًا معه. أصبح حاكمًا لِمُدُن عدَّة في البلقان، وخلال تلكُمُ السَّنوات شارك في الجُهُود الرَّامية إلى توحيد الأبجديَّة الألبانيَّة ودعم استخدام الأحرف اللاتينيَّة في كتابة اللُّغة الألبانيَّة وتشكيل جمعيَّة ثقافيَّة ألبانيَّة. وبحلول عام 1877م كان إسماعيل كمال قاب قوسين من شغل وظائف مُهمَّة في الإدارة العُثمانيَّة، لكن أوامر السُّلطان عبد الحميد الثاني بإقالة مدحت باشا من الصَّدارة العُظمى حالت دون ذلك الأمر. فأُرسِل إسماعيل كمال إلى المنفى في الديار الأناضوليَّة فدام ذلك الأمر سبع سنين انتهت مع استدعائه من قبل السُلطان وجعله واليًا على بيروت.
في سنة 1892م قدَّم كمال للسُلطان مشروعًا بإنشاء اتحاد البلقان وقد تضمَّن تفاهمّا بين الدول البلقانيَّة والدولة العُثمانيَّة، تربطها اتفاقيات دفاع مُتبادل وتنمية اقتصاديَّة لِلموارد في إطار دولة شرقيَّة كُبرى موحَّدة مع الإمبراطوريَّة العُثمانيَّة كمركز لها، وعودة الحُدُود القديمة. وفي هذا الإطار لم يتم التعامُل مع ألبانيا مثل مقدونيا الشماليَّة كدولة مُنفصلة، إنما كجزء من الدولة العُثمانيَّة. وبمرور الوقت تسببت توصيات إسماعيل كمال السياسيَّة في فقدان حُظوته لدى السُلطان مرة أخرى. كان كمال على علم بِأن الإمبراطوريَّة على شفير الوقوع في دوامةٍ من تدخُلات القوى العُظمى بِسبب الأزمة الأرمنيَّة سنة 1895م. وقد منحه السُلطان عبد الحميد الثاني منصب والي طرابلس إلا أنه اعتبر هذه المنحة بِمثابة منفى.

### في المنفى
في مايو (أيار) 1900م ركب إسماعيل كمال يخت السَّفير البريطاني وطلب اللُّجُوء، فغادر الأراضي العُثمانيَّة وعاش في المنفى لِفترة استمرَّت ثماني سنوات. وسار إلى أثينا اليونانيَّة وأصدر بيانات توضح تخليه عن خدمة السلطنة في وقت كانت فيه السُلُطات العُثمانيَّة مُستاءة من هُرُوبه. كان اهتمامه بالقضيَّة الألبانيَّة محدودًا حتى وقُوع تلكُمُ الأحداث وعُدَّت مُشاركة إسماعيل بك في الحركة الوطنيَّة الألبانيَّة بِمثابة ميزة بين الدوائر الألبانيَّة من شأنها أن تجلب الهيبة والتأثير على المُسلمين الألبان لِدعم القضيَّة. كما عمل على تعزيز الحُكم الدُستُوري في الدولة العُثمانيَّة.

## معرض صور

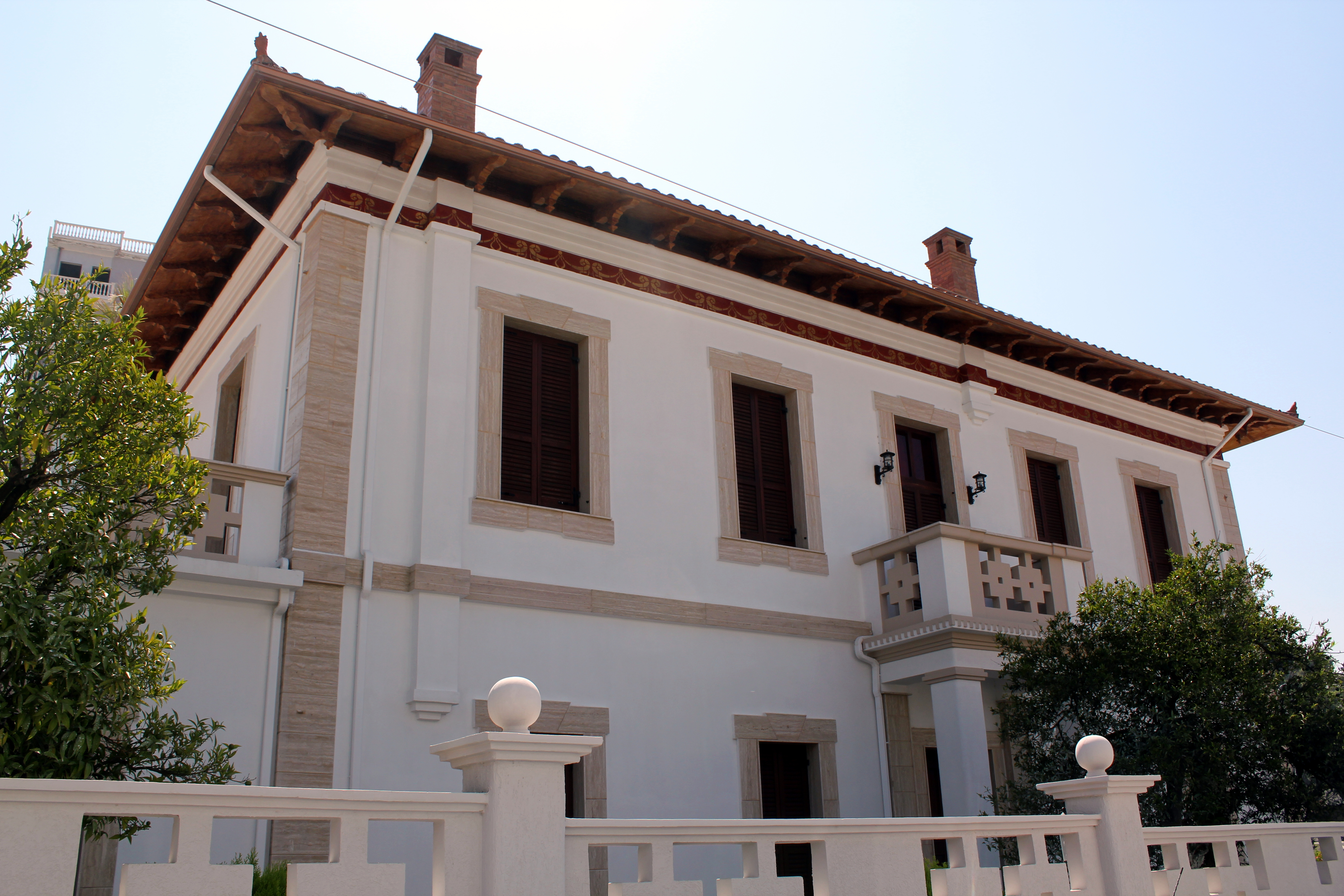
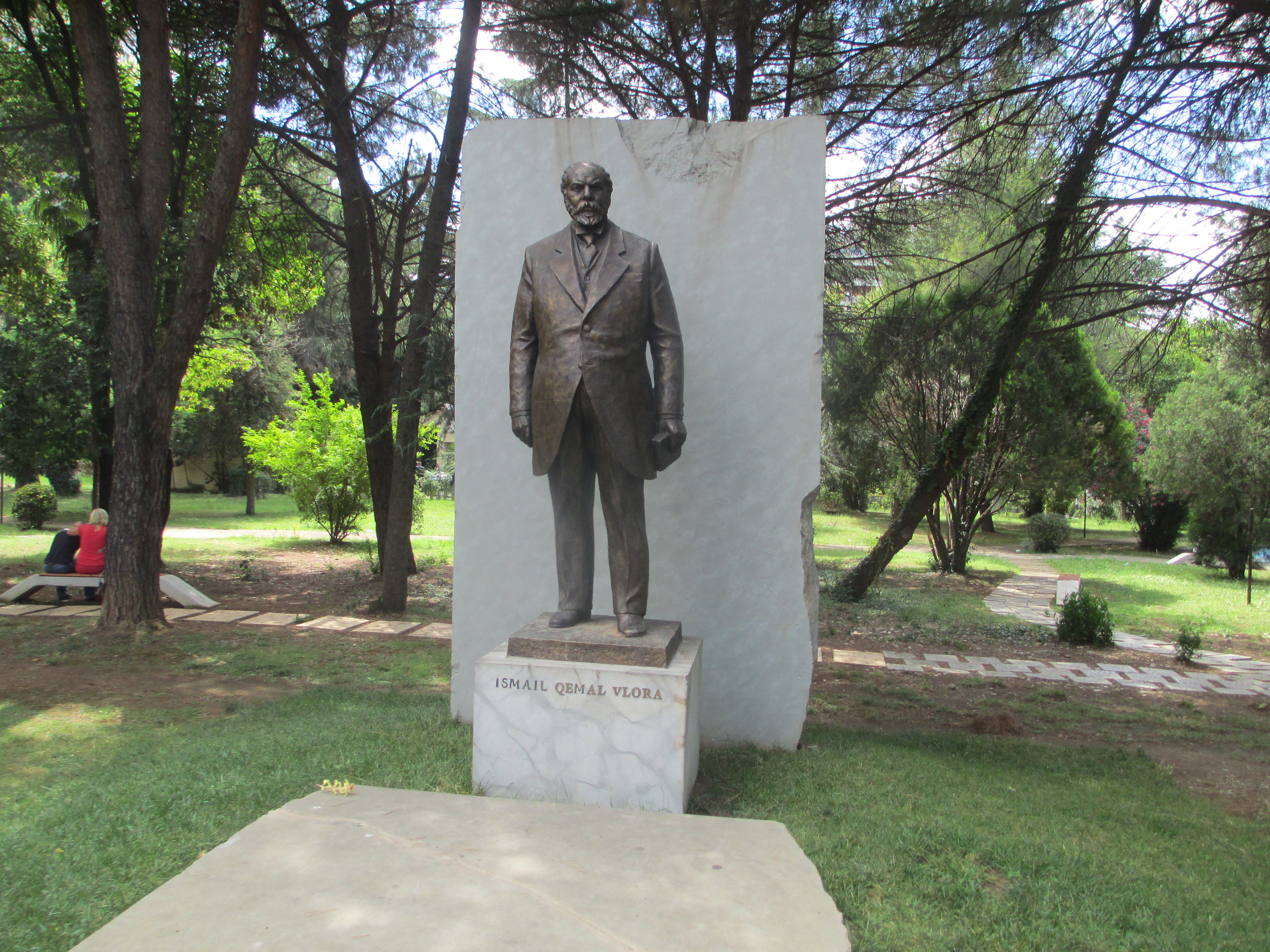
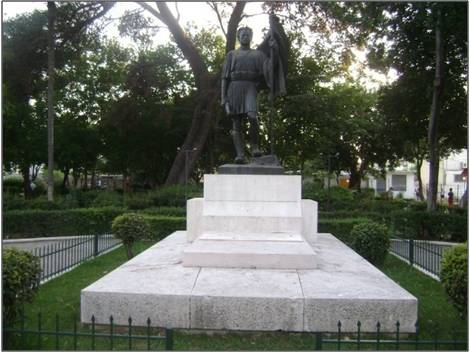
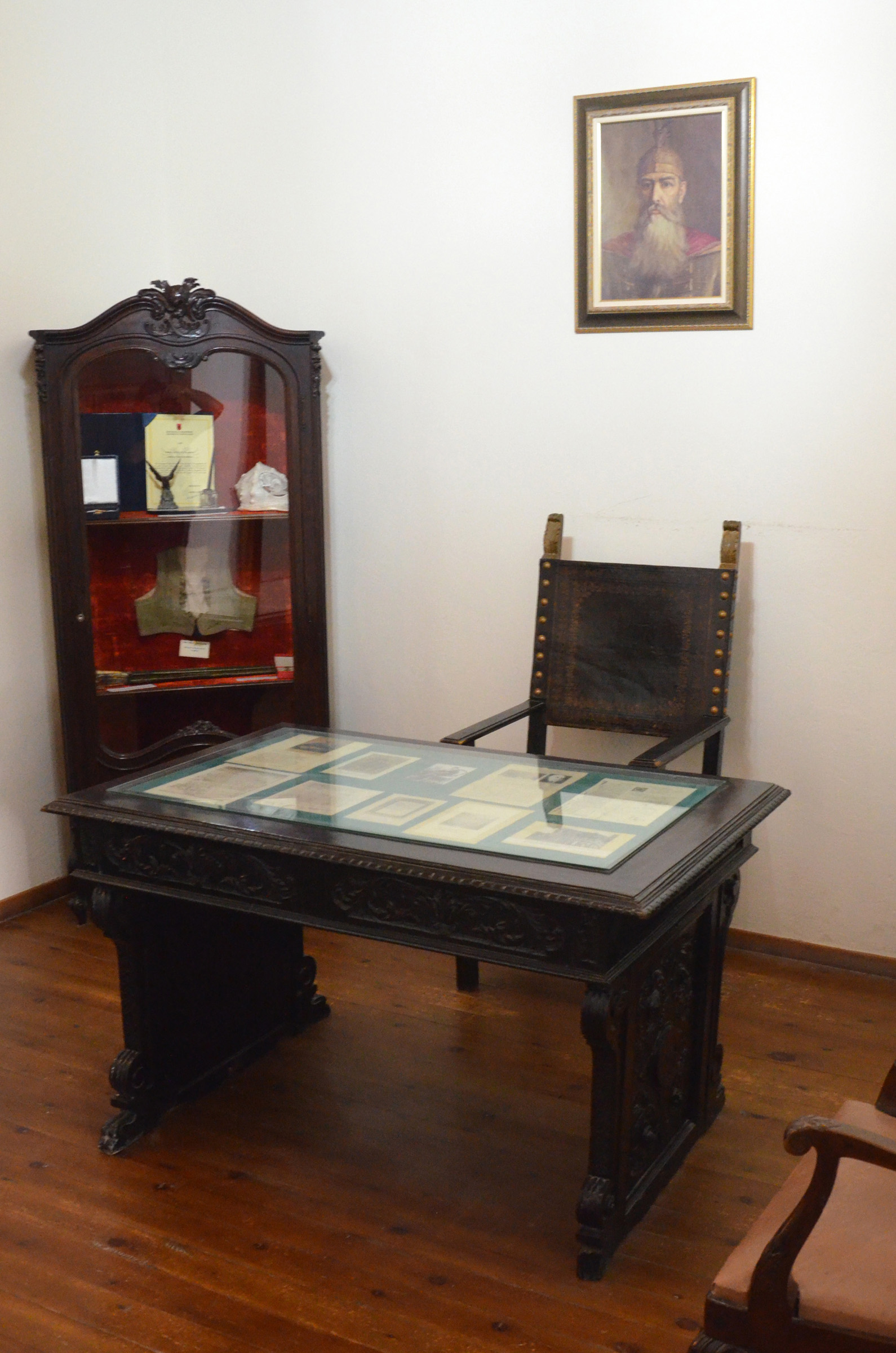
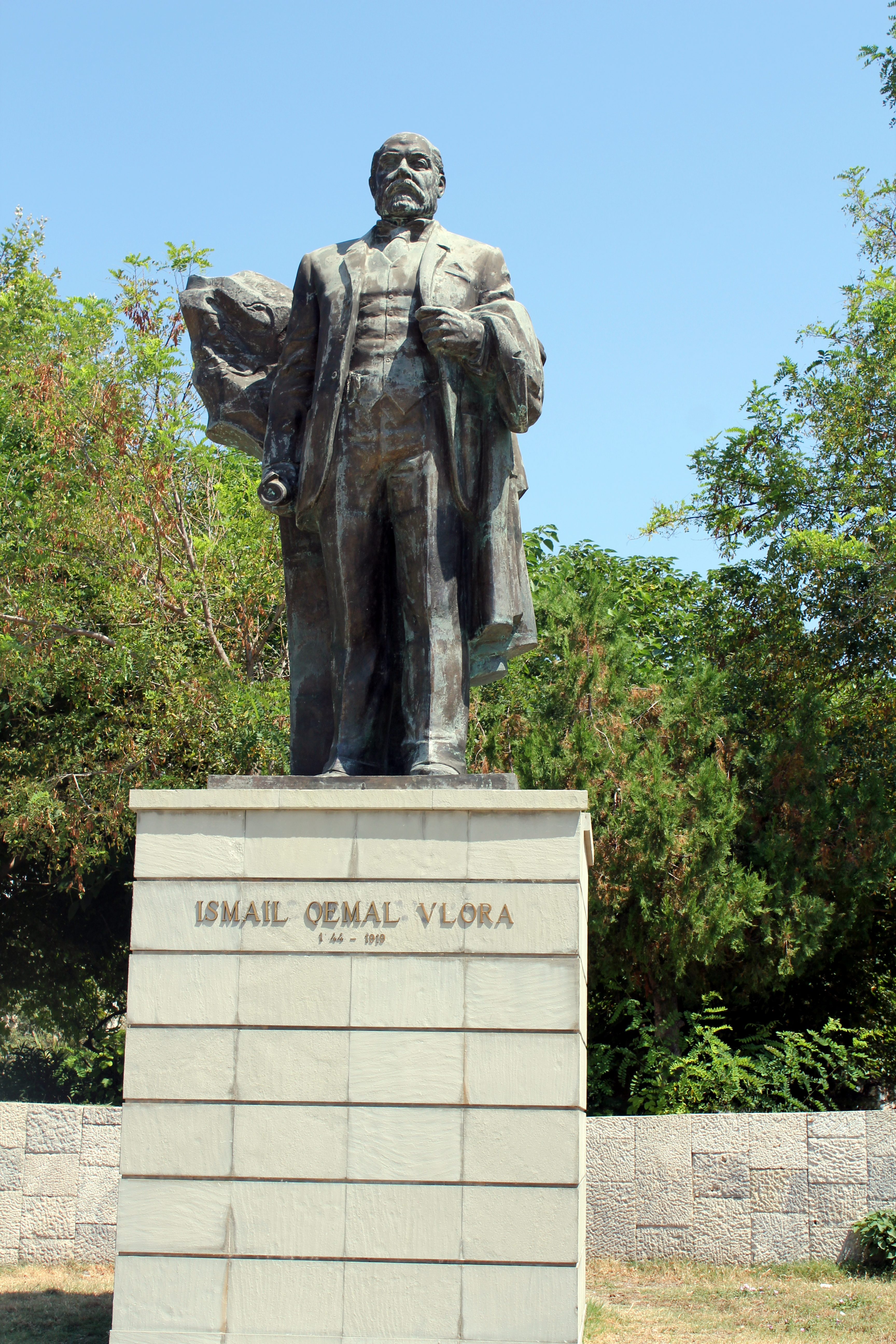
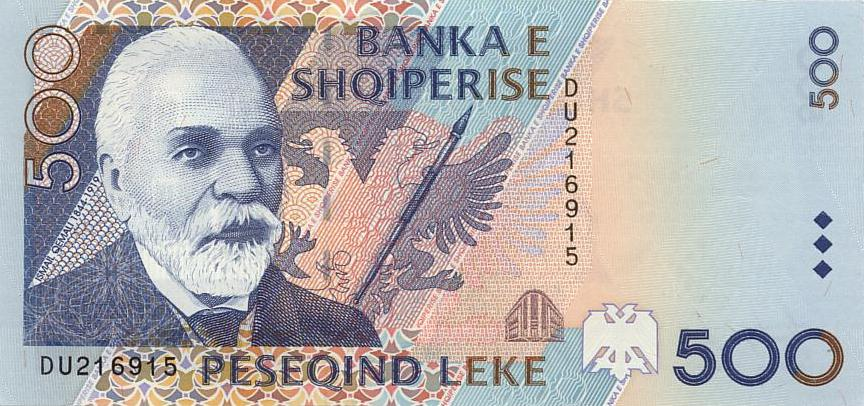

## روابط خارجية
- إسماعيل كمال على موقع الموسوعة البريطانية (الإنجليزية)

- مقالة من لوموند دبلوماتيك[وصلة مكسورة]
- مقالة من المرصد العالمي لمقاومة التنصير